# Konstanzer Liga

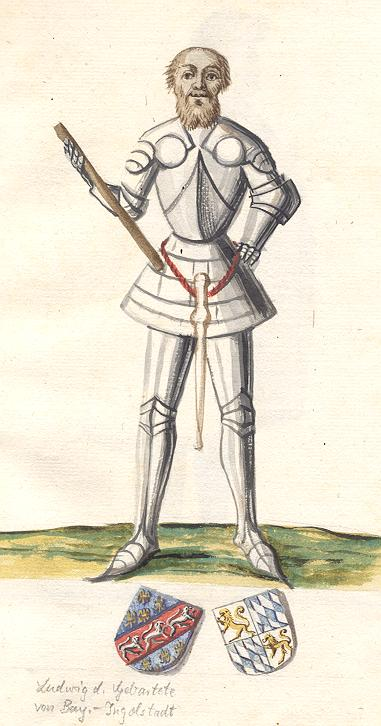
In der Konstanzer Liga verbündeten sich die Feinde Ludwigs VII. von Bayern-Ingolstadt.

Die Konstanzer Liga war ein Verteidigungsbündnis der Gegner Herzog Ludwigs des Gebarteten von Bayern-Ingolstadt. Sie wurde am 8. Juli 1415 auf dem Konzil von Konstanz gegründet und geht auf die im Jahr zuvor von Ludwigs Vetter Heinrich dem Reichen von Bayern-Landshut gegründete Sittichgesellschaft zurück.
Die Mitglieder der Konstanzer Liga waren neben Heinrich die Herzöge von Bayern-München, Ernst und Wilhelm, Pfalzgraf Johann von Pfalz-Neumarkt, Burggraf Friedrich von Nürnberg und Kurfürst Ludwig von der Pfalz. Sie verpflichteten sich zu gegenseitiger Hilfeleistung und nutzten ihren Einfluss im Reich, um Ludwig zu schädigen.
Der römisch-deutsche König Sigismund hatte ein offenes Ohr für die Anliegen der Ligamitglieder und ließ jede Klage gegen deren Gegner Ludwig von Bayern-Ingolstadt zu. Es kam sogar vor, dass diese als Beisitzer an Prozessen gegen den Ingolstädter teilnahmen. Die Konstanzer Liga hatte auch maßgeblichen Anteil an der Ausweitung des Bayerischen Krieges im Jahr 1421, der durch das Eingreifen der Herzöge von Bayern-Landshut und Bayern-München nach dem Überfall Ludwigs auf Neustadt an der Donau reichsweite Bedeutung erlangte.
Ein Politikwechsel Sigismunds, der sich mit Friedrich von Nürnberg zerstritten hatte, reduzierte den Einfluss der Konstanzer Liga auf den König. Eine größere Rolle spielte sie erst wieder 1426 mit dem Auslaufen ihres Waffenstillstands mit Ludwig, als Sigismund ihren bayerischen Mitgliedern eine Belehnung mit dem Straubinger Ländchen in Aussicht stellte. Der Ausschuss der Liga regte daraufhin im Mai 1426 in Nürnberg eine Dreiteilung des Straubinger Gebiets an. Am 17. September stellte das Schiedsgericht der Liga eine spätere Vierteilung des Gebiets in Aussicht.
Als auch Ludwig von Bayern-Ingolstadt vom König ein Teil des Straubinger Ländchens in Aussicht gestellt wurde, verlängerte die Liga den Waffenstillstand mit dem Ingolstädter. Im Jahr 1427 kam es zum Streit zwischen den Münchner Herzögen und Heinrich von Bayern-Landshut, der in den Augen seiner Vettern nicht genug gegen Tristram Zenger unternahm. Im Frühsommer kam es zu einer Annäherung zwischen Ernst, Wilhelm und Ludwig, dem Gegner der Liga. Die Konstanzer Liga büßte damit immer mehr an Bedeutung ein und ist schon bald in den Quellen nicht mehr fassbar.